# フォデ・ディアロ
フォデ・ディアロ（Fode Diallo, 2012年6月3日 - ）は、スペイン・カタルーニャ州バルセロナ県サバデイ出身のサッカー選手。FCバルセロナのラ・マシア所属。ポジションはフォワード。

## 経歴
2019年に7歳でバルセロナの下部組織に加入。
2023-24シーズンはU-12チームで30試合に出場して97得点を記録した。
2024-25シーズンはU-13のディビシオン・デ・オノール・フベニールで38得点を記録した。

## 人物
ギニアにルーツを持つ。